# 749–740 př. n. l.
Století: 9. století př. n. l. – 8. století př. n. l. – 7. století př. n. l.
Roky: 769 – 760 759 – 750 – 749–740 př. n. l. – 739 – 730 729 – 720

## Události
- 745 – Asyrský generál Pulu se zmocnil asyrské koruny a přijal jméno Tiglatpilesar III.
- 743 – Začátek První messénské války.
- 740 – Tiglatpilesar III. dobyl po dvouletém obléhání syrské město Arpad.

## Úmrtí
- 747 – Jarobeám II., izraelský král
- 745 – Aššur-nirári V., asyrský král
- 745 – Titus Tatius, údajný římský král

## Hlava státu
- Babylonie – Nabu-Nasir (od 26. ledna 747 př. n. l.)
- Asýrie – Aššur-nirári V., Tiglatpilesar III.
- Urartu – Sarduri II.
- Judské království – Azarjáš, Jótam, Achaz
- Izraelské království – Jarobeám II., Menachem
- Egypt – Šešonk V. (22. dynastie), Iupet (23. dynastie),